# 吻鱗柄八角魚
吻鱗柄八角魚，為輻鰭魚綱鮋形目杜父魚亞目八角魚科的其中一種，為溫帶海水魚，分布於北太平洋白令海、日本北部至阿拉斯加東南部海域，棲息深度20-460公尺，體長可達25公分，棲息在底層水域，生活習性不明。